# جورج سانت جون
جورج سانت جون (بالإنجليزية: George St. John)‏ هو لاعب كرة قدم أسترالية أسترالي، ولد في 14 أبريل 1878، وتوفي في 19 فبراير 1934.

## وصلات خارجية
- جورج سانت جون على موقع AustralianFootball.com (الإنجليزية)
- جورج سانت جون على موقع AFLtables.com (الإنجليزية)